# Чмола Іван
Іван Чмолá (6 березня 1892, смт Солотвин — 27 червня 1941, м. Дрогобич) — український військовий та педагогічний діяч у Галичині; до 1914 року — один з основоположників Пласту та стрілецького руху; з 1914 року —  старшина Легіону УСС, згодом організатор і полковник Січових Стрільців у Києві; 1919 року — командант куреня, а потім коша Січових стрільців. По війні — гімназійний учитель у Галичині (у Яворові й Дрогобичі). 1941 року арештований російськими більшовиками, страчений у Дрогобицькій в'язниці.

## Життєпис
Народився 6 березня 1892 року в Солотвині Богородчанського повіту Австро-Угорської імперії. Батько Симеон був суддею, мати Кароліна Бунцель походила з родини німецьких купців.
Народну школу закінчив у Бережанах, гімназію — у Перемишлі. Там він активно долучився до громадського життя, видавав підпільний учнівський журнал українською мовою. Учнем VIII класу представляв перемиську гімназійну громаду на Крайовому з'їзді року середньошкільних гуртків у Львові в перших днях листопада 1910 року.
Закінчивши гімназію, поступив на філософський факультет Львівського університету (у книзі Бориса Савчука вказано, що він був студентом політехніки). 

### Перший таємний пластовий гурток під проводом Івана Чмоли
Восени 1911 року ініціював та першим почав реалізувати ідею української скаутської військової організації. Пластовий гурток Чмоли, поруч з гуртками Олександра Тисовського та Петра Франка, став одним з трьох джерел зародження Пласту — української національної форми скаутингу. До цього пластового осередку входили учні Академічної гімназії, Головної державної семінарії, Торговельної школи, жіночої семінарії Українського педагогічного товариства, семінарії СС Василіянок та студенти університету. Завданням цього пластового гуртка було військове виховання і вишкіл української молоді для майбутньої збройної боротьби за самостійну Україну. (Роберт Бейден-Павелл теж задумав скаутинг для військового вишколу англійської молоді.) Пластуни у своїй діяльності користувались перекладами скаутських підручників, зроблених Чмолою та товаришами.
Під час літніх канікул 1912 р. був влаштований двотижневий табір на Говерлі, де 14 учасників відбували скаутський та військовий вишкіл. Його можна вважати першим табором в історії Українського Пласту. Таким чином Іван Чмола став засновником пластового таборування, ділянки, де він заслужено був визнаний найкращим скаутмайстром.
А ось яку характеристику дає Івану Чмолі та його пластовому гурткові Северин Левицький: 
| "Чмола Іван, тоді молодий студент університету. З молодих літ відданий українським визвольним змаганням, яким підпорядковував усі інші почини. Людина деякою мірою замкнута в собі, здавалось би, навіть сувора, надзвичайно енергійна. він ставив великі вимоги гартувати тіло й дух не тільки до інших (своїх вихованців), а й до себе. Впливав на інших своїм прикладом і вмінням, а не словесним одушевлюванням. Людина вічного чину, далека від наївного теоретизування. Знавець і любитель природи, всесторонній спортовець, досвідчений у практичних вправах. Вроджений провідник, зокрема для тих, що вміють так, як він, кинути себе всього на службу ідеї … Чмола - реальний практик і жертовний співпрацівник … Чмола, своєю чергою, поставив Пласт якнайближче на службу визвольних змагань. Це були роки, коли так і чулося в повітрі, що настане збройний конфлікт між європейськими народами і державами. Треба було, отже, підготувати до цих змагань і нашу молодь. Чмола вивів пластові гуртки не так у "природу", як у "поле". Він надав першим пластовим вправам характер військового муштрування, а керівництво своїми відділами він здійснював строгою дисципліною, наказами згори вниз, меншою ініціативою знизу. Його відділи проходили одночасно спеціальний світоглядний вишкіл, який у відділах Тисовського повинен був мати місце щойно згодом, після вишколення розуму, тіла й характеру молоді". |
Після формального припинення пластової праці у довоєнний період Іван Чмола не облишив підтримувати зв'язки з пластунами з інших місцевостей Галичини. У липні 1913 р. на Чорногорі відбулася перша в історії пластова зустріч. Різними шляхами у визначений час прибули на неї шість стрийських пластунів, група Чмоли (20 чоловік) та пластуни з Коломиї під проводом Петра Франка. Ця мандрівка групи Чмоли в окремих виданнях називається першим мандрівним табором Пласту.

### Творець української мілітарної організації та сотник УСС

Старшини УСС Зенон Носковський, Олена Степанів, Іван Чмола, Осип Яримович та Софія Галечко на горі Маківка

У 1914 році обраний головою студентської стрілецької організації, яка була центром підготовки стрілецького руху у Львові, влаштовувала військові вправи та виховно-військові заходи, складала перші військові підручники та творила військову термінологію.
Коли Австрія оголосила 28 липня 1914 року війну Сербії, у Львові було створено стрілецький мобілізаційний комітет, до складу якого увійшли провідні діячі львівських стрілецьких організацій: В. Старосольський, І. Чмола, О. Степанівна і М. Гаврилко. Цей комітет організував протягом кількох днів першу бойову сотню Українських січових стрільців під командою сотника Чмоли, яка відійшла з початком серпня до села Гаї під Львовом.
Сотня під проводом Івана Чмоли відзначилася в боях під Лісовиками та Семиківцями. Щоб затримати наступ австрійської армії, росіяни перейшли в контрнаступ. 14 вересня вони взяли в полон угорський полк і, зайшовши з тилу, оточили І-й курінь стрільців. Усуси відбивалися завзято, але сотня Івана Чмоли разом зі своїм командиром таки потрапила в російський полон. Два роки він провів у російських концентраційних таборах. Та ось прийшов буремний 1917-й. Попереду були нові сторінки визвольних змагань.

### Співзасновник і полковник київських Січових стрільців

Іван Чмола (біля бліндажу)

У березні 1917 року перебував у полоні в посаді Дубовка біля Царицина. Тут він разом із великою групою українських старшин (А. Мельником, Р. Сушком, В. Кучабським тощо) перебував під вартою. Після Лютневої революції втікає до України. Незабаром його приклад наслідував Євген Коновалець та інші стрільці.
13 листопада 1917 року з'явилася в українській пресі (у Києві та інших містах України) відозва «Тимчасової Головної Ради Галицьких, Буковинських і Угорських Українців», яка закликала добровольців ставати в ряди військової формації, якій надано назву «Галицько-Буковинський Курінь Січових Стрільців». Відозву підписали: Іван Лизанівський як голова, товариш голови Гр. Лисенко, секретар Федь Черник, члени: Микола Низкоклон, Іван Чмола, Євген Коновалець і Роман Дашкевич. Згодом Чмола командує 2-ю сотнею цього куреня. 
Бере участь у придушенні більшовицького заколоту в січні 1918 року. Сотня Чмоли, щоб не дати більшовикам зайняти будинок Центральної Ради, пробилася з Духовної семінарії крізь вороже кільце та в багнетному бою відбила старокиївську ділянку й готель «Прага». Відділ під проводом Івана Чмоли з боями дійшов до Софійського майдану. На другий день, 30 січня, відділ Івана Чмоли після бою зайняв Михайлівський монастир. Четвертого дня, 1 лютого вранці, під проводом Василя Кучабського та Івана Чмоли, за якими рушили й інші відділи оборонців Центральної Ради, провадився наступ на Поділ. Упродовж дня обидва стрілецькі відділи в бою здобули Поділ із Житомирським Базаром і Фроловським монастирем.
У кінці квітня 1918 року замість прорідженого куреня увійшов у відвойований Київ піший полк Січових стрільців у складі трьох куренів по чотири сотні (у сотні 160—170 багнетів). Командантами куренів у тому часі були Роман Сушко, Іван Чмола і Василь Кучабський.
Брав участь у повстанні проти гетьмана Скоропадського. Згодом очолює Кіш Січових стрільців у Старокостянтинові, який став тоді також ідейним центром Січового стрілецтва. При ньому було зорганізовано Пресову квартиру СС, яка видавала газету «Стрілецька Думка», що була офіційним органом Корпусу СС та виразником стрілецької ідеології й визвольно-політичної думки. Кіш СС провадив активну працю з підготовки поповнення Січових стрільців, що вели тяжкі бої з більшовиками, та їх належного матеріального забезпечення.
У грудні 1919 року, коли під владою уряду УНР залишається невеличка територія, група Січових стрільців була дуже послаблена тифом, перевтомлена й вичерпана фізично внаслідок тривалих маршів та ар'єргардних боїв і не становила уже ніякої бойової сили. 6 грудня 1919 групу СС було розв'язано та демобілізовано. Частина стрільців долучилася до учасників Зимового походу, інші разом зі штабом групи відійшли на захід, де їх інтернували поляки. Серед них був і 27-річний полковник Київських СС Іван Чмола.

### Життя у мирний час

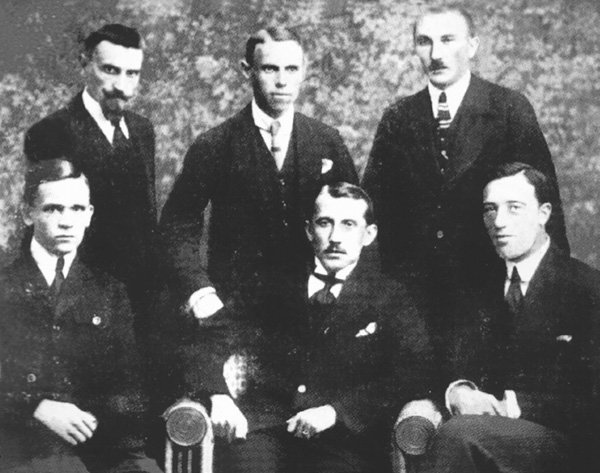
Члени Стрілецької ради у Празі в липні 1920 року. Зліва направо сидять: Іван Андрух, Євген Коновалець, Василь Кучабський; стоять: Іван Чмола, Михайло Матчак, Ярослав Чиж

У 1920-1921 роках Іван Чмола перебував у польському полоні. Відтак деякий час жив у Румунії, де працює садівником. Опісля поселяється у Відні та одружується з Параскою Мокроус. Повернувшись до Галичини, працює вчителем історії, географії та фізкультури в гімназії «Рідної школи» в Яворові. Одночасно студіює в Краківському університеті. Захистивши працю з геології, одержав звання магістра природничих наук.

### Видатний скаутмайстер та батько пластового табірництва
Після поразки Визвольних  змагань 1914-1921 років багато українських військовиків вступило до таємних організацій, метою яких було продовження боротьби за незалежну Україну. Серед цих організацій провідне становище посідала Українська військова організація, створена бойовими побратимами Чмоли — Євгеном Коновальцем, Андрієм Мельником, Романом Сушком та іншими. Іван Чмола обрав інший шлях боротьби — через плекання нової генерації українців, готової морально та тілесно до звершень і перемог. Чмола з головою поринув у розбудову Українського пластового уладу.
У 1921 році Іван Чмола створює при яворівській гімназії «Рідної школи» 17-й курінь юнаків ім. Михайла Драгоманова та стає його зв'язковим (саме Драгоманов був патроном таємних довоєнних гуртків українських школярів, до одного з яких належав і Чмола у перемишлянській гімназії). Багато уваги Чмола приділяє мандрівництву.
Під час І-го Верховного пластового з'їзду у Львові (квітень 1924 р.) Іван Чмола запропонував організувати «Обласний табір праці та інструкторства». За підтримки ВПК Чмола та курінь «Лісові Чорти» спромоглися його таки організувати попри брак коштів. У липні-серпні 1924 року біля Підлютого було проведено перший обласний інструкторський табір, де більше 100 учасників з різних місцевостей Галичини набували під проводом Івана Чмоли теоретичні та практичні знання з пластового табірництва. 8 липня 1924 року початок табору ознаменувався підняттям на 27-метровій щоглі українського національного прапора, першого в історії пластового табірництва.
29 липня 1925 року після закінчення другого обласного пластового інструкторського табору у Підлютому «Чмоль» з яворівськими пластунами вирушив на Другу Крайову Пластову Зустріч у Бубнищі. Маршрут пролягав через Осмолоду, г. Малу (1516 м), г. Нерядів (1557 м) і далі хребтом Аршиця. Друга КПЗ зібрала 5-10 серпня близько 200 пластунів і пластунок. По закінченню зустрічі усі учасники під проводом Чмоли вирушили на г. Ключ, де вони промарширували повз могилу усусів. Відтак з Ключа зійшли до річки Кам'янки і рушили на Лавочне. На лівому березі річки Кам'янки була скеля з золоченим написом «Марширують Стрільці Добровольці у кривавий тан визволяти братів українців з московських кайдан». Напис був добре видний з шосе. Оминувши поліційні засідки, пластуни успішно дісталися Маківки, де впорядкували стрілецькі могили. Для своїх бойових побратимів, які назавжди лишилися в землі Маківки, Іван Чмола сам виготовив таблицю з написом «Спіть, хлопці, спіть, про волю-долю сніть», яку встановили на високому березовому хресті. Під час урочистостей на Маківці та пізніше Іван Чмола і Северин Левицький мали прикрощі з польською поліцією за організацію патріотичної акції української молоді.
Центром пластового таборування стала гора Сокіл. Тут, у Ґорґанах біля Підлютого, опікун Пласту митрополит Шептицький виділив площу під табір, офірував на нього чималі кошти і дозволив на місці будівництва рубати стільки дерева, скільки для цього буде необхідно. Так завдяки допомозі Глави УГКЦ у 1926 році було розпочато зведення найбільшого і свого роду «класичного» табору в Українському Пласті.
Виділена площа була дикою місцевістю, заваленою вивернутими бурею деревами та залишками якихось будівель. Тож лише невтомна пластова праця і завзятість могли усе здолати і звести цю «перлину Пласту». Ударною силою знову став загін під проводом І.Чмоли. 1926 року було побудовано два помешкання та кухню. За спогадами учасників того табору Чмола мав надзвичайний талант виховника, він мав такий авторитет, що ніхто не міг відмовитися від його доручень. Будівництво не припинялось і в наступні роки. 1928 року було зведено четверте приміщення, «Команду» для табірного керівництва та кімнату для хворих, а 1929 року — «Світлицю», у якій вільно розміщувалось 500 чоловік. Була в таборі власна фотолабораторія зі всім необхідним обладнанням; а також система сигналізації, через яку підтримувався зв'язок варти з табором. Майдан та ігрище були влаштовані на запорозький кшталт. Щорічно, за проектом І.Чмоли та інженера Ю.Пясецького, проводились роботи з упорядкування: вирівняно гірський схил, пробита дорога до табору з долини Лімниці тощо.
Табір на Соколі відповідав найкращим зразкам європейських скаутських таборів. Українська преса широко висвітлювала життя в ньому. Стати його учасником було мрією кожного пластуна. Починаючи з 1927 року тут проводились юнацькі і дівочі зміни по 100—200 учасників кожна. Табір часто відвідували представники українського громадсько-політичного проводу. Двічі це робив і митрополит Шептицький.
Іван Чмола разом з Олександром Тисовським та Северином Левицьким відвідали величну зустріч волинських пластових частин біля Олександрії 18-19 серпня 1927 року.
На таборі 1929 року за ініціативою Чмоли було проведено роботи з впорядкування терену як пам'ятку для наступних таборовиків. Було розширено спортивну площу, вирівнювалися та обсаджувалися деревами дороги.
У 1930 році Іван Чмола відмовився бути комендантом табору на Соколі, бо мусив готуватися до вчительського іспиту. Сумлінний у виконанні своїх обов'язків, він використав три тижні вакацій для підготовки до вчительського іспиту.
Коло зацікавлень прославленого скаутмайстра не обмежувалося літнім таборуванням. У січні 1930 року Іван Чмола в Славську організовував перший лещетарський пластовий табір.
Навесні 1930 року у Львові виник перший та єдиний у міжвоєнній Галичині сеніорський курінь ім. скаутмайстра Степана Тисовського, який очолив Іван Чмола. Під його проводом відбувся влітку того ж року перший табір сеніорів у Підлютому, де сеніори віком 25-50 років проходили таборовий вишкіл та інструктаж у справі провадження пластовими відділами. Учасниками було 40 осіб, зокрема з Волині і Закарпаття.
За визначну працю на користь Українського пластового уладу Івана Чмолу було нагороджено відзнаками «За значне діло» та «Свастика заслуги».
Після ліквідації польською владою Пласту в Галичині Івана Чмолу заарештували. Він відсидів у польській тюрмі 20 місяців (1930-1932 роки).

### Останні роки життя
Після звільнення з тюрми влада забороняє йому вчителювати в Яворові — він переїжджає до Дрогобича, де працює вчителем Дрогобицької української гімназії імені Івана Франка «Рідної школи» до 1939 року. У роках 1930-1939, за спогадами Северина Левицького, Чмола тримав зв'язок з таємним пластовим проводом і виконував дані йому спеціальні завдання.
З початком Другої світової війни його заарештовують польські владці, ув'язнюють у концтаборі «Береза Картузька». Повертається додому Чмола з приходом радянської влади.
У 1939-1941 роках Іван Чмола виконував обов'язки завідувача педагогічного дому десятирічки. Щотижня він мусив відмічатися в місцевому відділку НКВС, де на столі лежав пропам'ятний альбом УСС, відкритий на сторінці з фотографією Чмоли.
У червні 1940 року він робить спробу втекти на Захід, яка не вдалася через зраду провідника.
22 червня 1941 року був заарештований співробітниками НКВС. Його ім'я знаходимо в списку страчених у Дрогобицькій тюрмі.
Два його сини пішли добровольцями до лав Стрілецької дивізії «Галичина». 1950 року його сім'я переїхала до Баффало (США), дружина померла 3 січня 1978 року, до кінця свого життя вірила, що він повернеться.

### Спадщина

Барельєф Івану Чмолі на залізничній станції Боярка. Відкритий у 2019 р. з ініціативи пластуна Андрія Ковальова.

Справа Чмоли жива. Ті принципи, які він закладав в основу пластового табірництва й мандрівництва, нині так само актуальні й важливі. Саме «чмолівський» стиль таборів намагається плекати вишкіл інструкторів практичного пластування «Лісова Школа», ним керуються при підготовці та проведенні юнацьких таборів у наш час. Знову вирує пластове життя на Соколі, поволі, але зводяться на ньому будівлі пластової оселі. Карпати, як і за часів Чмоли, помережані маршрутами пластових мандрівок.

## Вшанування пам'яті
- Іменем Івана Чмоли названо юнацький пластовий курінь ч.117 , що засновано 2017 році у Львові.
- Ім'я Івана Чмоли носить Пластовий курінь 41 УСП — 44 УПС «Целібат Мурлики», який, продовжуючи його справу, опікується відродженням Соколу та проведенням Крайового вишкільного табору.[2]
- У Львові і Дрогобичі є вулиці Івана Чмоли.
- У Боярці, на будівлі залізничної станції, розміщено барельєф на честь І. Чмоли, адже саме тут у лютому 1919-го року українські вояки захищали місто під командуванням полковника Івана Чмоли.[3]